# Exuma
Exuma is een archipel en district van de Bahama's die uit meer dan 360 eilanden bestaat. Grote delen genieten bescherming omdat ze deel uitmaken van het Exuma National Land and Sea Park. 
Great Exuma is met zijn 60 kilometer lengte en een oppervlakte van 72 km² het grootste eiland van de archipel. Hier ligt ook George Town, de grootste plaats van het district, dat een bevolking van zo'n duizend inwoners heeft. De plaats werd gesticht in 1793 en draagt de naam van de Britse koning George III. De Kreeftskeerkring loopt door George Town.